# Klaudiusz Pulcher
Klaudiusze z przydomkiem Pulcher (Claudii Pulchri) to gałąź rzymskiego rodu patrycjuszowskiego, jednego z najbardziej wpływowych w okresie republiki.
- Publiusz Klaudiusz Pulcher konsul 249 p.n.e.
- Appiusz Klaudiusz Pulcher konsul 212 p.n.e.
- Appiusz Klaudiusz Pulcher konsul 185 p.n.e.
- Publiusz Klaudiusz Pulcher konsul 184 p.n.e.
- Gajusz Klaudiusz Pulcher syn Appiusza Klaudiusza Pulchra konsula w 212 p.n.e.; augur od 195 p.n.e.; pretor w 180 p.n.e.; konsul w 177 p.n.e., walczył z Istrianami i Ligurianami; cenzor w 169 p.n.e., legat w Macedonii w 167 p.n.e.; zmarł w tymże roku
- Appiusz Klaudiusz Pulcher konsul 143 p.n.e.
- Appiusz Klaudiusz Pulcher konsul zastępczy 130 p.n.e.
- Publiusz Klodiusz Pulcher trybun ludowy 104 p.n.e.
- Gajusz Klaudiusz Pulcher, syn Appiusza Klaudiusza Pulchra konsula w 143 r. p.n.e. Członek kolegium ds. monetarnych ok. 110 p.n.e.; edyl w 99 p.n.e.; pretor w 95 p.n.e.; namiestnik Sycylii; konsul w 92 p.n.e.
- Appiusz Klaudiusz Pulcher syn Gajusza Klaudiusza Pulchra konsula w 92 p.n.e.; trybun wojskowy, zm. 82 p.n.e.
- Appiusz Klaudiusz Pulcher konsul 79 p.n.e.
- Gajusz Klaudiusz Pulcher, syn Appiusza Klaudiusza Pulchra  konsula w 79 p.n.e.; pretor w 56 p.n.e. prokonsul prowincji Azji w 55 -53 p.n.e.
- Appiusz Klaudiusz Pulcher konsul 54 p.n.e.
- Appiusz Klaudiusz Pulcher konsul 38 p.n.e.
- Publiusz Klaudiusz Pulcher, czyli Klodiusz
- Klaudia Pulchra, czyli Klodia
- Klaudia Pulchra żona Augusta
- Klaudia Pulchra, żona Warusa